# Páginas de la vida (telenovela peruana)
Páginas de la vida es una telenovela peruana producida por Panamericana Televisión entre 1983 y 1984. Fue protagonizada por Pilar Brescia y Victor Hugo Vieyra y con la actuación antagónica de Gloria María Ureta.

## Argumento
María del Pilar Pilar Brescia es una joven estudiante de enfermería que ve su vida cambiar al ingresar a trabajar en casa de la acaudalada familia del Pinar. Se encargará de cuidar
a Rosa, la esposa moribunda de Giancarlo Victor Hugo Vieyra quien al conocerla se enamorará perdidamente de ella, aunque Teresa Gloria Maria Ureta su cuñada esta enamorada de él.
Teresa siente un amor obsesivo por su cuñado, esto hará que se valga de todo, inclusive matar; con tal de quedarse con Giancarlo. Los celos atormentarán a la malvada Teresa al saber que Giancarlo ama a Maria del Pilar y la protege.
María del Pilar quedará embarazada, dará a luz a un niño pero desaparecerá misteriosamente y le harán creer que este murió. Esto sumado a la extraña muerte de Rosa por una sobredosis de medicamentos, por lo que Teresa aprovechará en culpar a Maria del Pilar; quien será injustamente encarcelada y condenada a 20 años de prisión. La vida será difícil en la cárcel donde conocerá y será ayudada por
Don Mario Alejandro Anderson ex amigo y socio de Giancarlo, quien cree en su inocencia.
Al ser liberada comenzará una nueva vida al ser la heredera de Don Mario, quien fallece justo en el momento que Maria del Pilar saldría libre. Heredará una Boite frecuentada por empresarios y gente influyente. Por otra parte la familia del Pinar retornará a Perú, después de vivir en Paris por más de veinte años. Giancarlo ahora casado con Teresa volverán con sus dos hijos... uno de su hermana y el otro un secreto.
María del Pilar por fin sabrá la verdad que su hijo no murió y que fue Teresa quien lo robó y asesinó a su hermana.

## Reparto
- Pilar Brescia ... María del Pilar
- Victor Hugo Vieyra ... Victor Alonso
- Gloria María Ureta ... Teresa
- Elvira Travesí ... Carmela
- Hernán Romero
- Rosa Wunder
- Martha Figueroa
- Fernando de Soria
- Lourdes Mindreau
- Carlos La Torre
- Ernesto Cabrejos
- César Urueta
- Alejandro Anderson
- Ricardo Combi
- Mari Carmen Gordon
- Rosa Giotto
- Victor Hugo Larragán
- Mary Font
- Mari Toñi
- Noemí del Castillo
- David Elkin
- Karen Rannembeg